# کمبروک
کمبروک یا بازار جمعه‌خان، روستایی در دهستان شندان بخش مرکزی شهرستان سیب و سوران در استان سیستان و بلوچستان ایران است.

## جمعیت
بر پایه سرشماری عمومی نفوس و مسکن در سال ۱۳۹۵، جمعیت این روستا برابر با ۲۸۳ نفر (۶۱ خانوار) بوده‌است.